# Болезнь Шагаса
Болезнь Ша́гаса, или Американский трипаносомоз — тропическая паразитарная болезнь, вызываемая простейшими вида Trypanosoma cruzi. Обычно распространяется насекомыми, известными как триатомовые клопы. Симптомы меняются с течением болезни. На ранней стадии симптомы обычно незначительны или отсутствуют. Они могут включать в себя лихорадку, увеличение лимфатических узлов, головную боль или припухлость на месте укуса. Через 8—12 недель наступает хроническая стадия болезни, и в 60—70 % случаев симптомов больше не возникает. У остальных 30—40 % людей дальнейшие симптомы развиваются в течение 10—30 лет после заражения. Они включают в себя увеличение желудочков сердца, в 20—30 % случаев приводящее к сердечной недостаточности. У 10 % заболевших также встречается расширение пищевода или увеличение толстой кишки. По данным ВОЗ, патология относится к группе забытых болезней. Описана бразильским врачом Шагасом.

## Этиопатогенез и диагностика
T. cruzi обычно передаётся людям и другим млекопитающим через кровососущих «поцелуйных клопов» из подсемейства триатомовых клопов. Эти насекомые известны под разными названиями в разных регионах, включая vinchuca в Аргентине, Боливии, Чили и Парагвае, barbeiro (цирюльник) в Бразилии, pito в Колумбии, chinche в Центральной Америке и chipo в Венесуэле. Болезнь также может передаваться через переливание крови, трансплантацию органов, через еду, заражённую паразитами, и от матери к плоду. Диагностика на ранних стадиях заболевания осуществляется посредством обнаружения паразита в крови с помощью микроскопа. Хроническая стадия заболевания диагностируется при обнаружении антител к T. cruzi в крови.

## Лечение и профилактика
Профилактика главным образом включает в себя борьбу с триатомовыми клопами и избегание их укусов. Другие профилактические меры включают скрининг крови, используемой для переливания. По состоянию на 2013 год вакцина ещё не разработана. Инфекция на ранней стадии поддаётся лечению с помощью таких препаратов, как бензнидазол или нифуртимокс. Они практически всегда способствуют выздоровлению при лечении на ранней стадии, однако чем дольше человек инфицирован болезнью Шагаса, тем менее эффективными становятся эти препараты. При лечении на хронической стадии заболевания они могут задержать или предотвратить развитие симптомов конечной стадии. Бензнидазол и нифуртимокс могут вызывать временные побочные эффекты менее чем у половины пациентов, включая поражения кожи, нейротоксичность и раздражение пищеварительной системы.

## Эпидемиология
По оценкам, от 7 до 8 миллионов человек инфицированы болезнью Шагаса, преимущественно в Мексике, Центральной Америке и Южной Америке. Заболевание приводит приблизительно к 12 500 смертям в год, по состоянию на 2006 год. Большинство инфицированных — это малообеспеченные люди. Большинство инфицированных также не знает о своей болезни. Из-за масштабных миграций населения районы распространения болезни Шагаса расширились и теперь охватывают многие европейские страны и США. В годы, предшествующие 2014, эти области увеличились. Болезнь впервые была описана в 1909 году Карлусом Шагасом, в честь которого она получила своё название. Она поражает более 150 видов животных.

## Возбудитель
Трипаносомы — род паразитических протистов из отряда трипаносоматид; обитают в тропических и субтропических районах, причём южноамериканский вид Trypanosoma cruzi является возбудителем болезни Шагаса, а африканские виды данного рода — возбудителями сонной болезни.
Жгутиконосец Trypanosoma cruzi имеет длину 15—20 мкм. У позвоночных хозяев является внутриклеточным паразитом, в цикле развития которого происходит смена нескольких жизненных форм. Так, проникая в клетки различных органов и тканей, он превращается в амастиготу — форму, лишённую жгутика и имеющую округлую или овальную форму. Размножение — внутриклеточное, происходит с образованием промастигот (формы со жгутиком на переднем конце клетки) размером около 2 мкм; последние позднее превращаются в S-образные трипомастиготы (формы со жгутиком, отходящим на заднем конце клетки), которые несут ундулирующую мембрану (образована участком жгутика, прилегающим к поверхности жгутиконосца, и способствует извивающемуся движению последнего) и поступают в русло крови.

## Эпидемиология
Районы распространения болезни Шагаса охватывают значительную часть Латинской Америки — от Чили и Аргентины до Мексики. По отчётам о деятельности MSF за 2005 год, приблизительно 1,8 миллиона мексиканцев заражены этой болезнью.
Болезнь Шагаса относится к категории трансмиссивных зооантропонозов. Переносчиком заболевания являются триатомовые клопы из семейства хищнецов; при этом потенциальным переносчиком болезни Шагаса может быть любой вид триатомовых клопов, но наиболее важное значение имеют виды Triatoma infestans и Rhodnius prolixus. Триатомовые клопы нападают на спящих людей и кусают их в слизистые оболочки губ, веки и другие части лица (в связи с чем эти клопы получили образное название «поцелуйных клопов»). Заражение клопа происходит во время первого кровососания, после чего в его кишечнике трипаносомы развиваются из трипомастигот в эпимастиготы (критидиальные формы со жгутиком, отходящим от середины клетки) и сохраняются в организме клопа в течение всей его жизни (до двух лет).
После укуса больного клоп способен передавать возбудителя болезни Шагаса спустя одну-две недели. В организм человека трипаносомы попадают через фекалии клопов (испражняющихся рядом с местом укуса), которые человек может инстинктивно втирать в место укуса, конъюнктиву глаза, слизистую оболочку губ или в какую-либо трещину или ссадинку на коже. Передача трипаносом возможна также: через загрязнённые трипаносомами пищевые продукты (например лицом, контактировавшим с фекалиями триатомового клопа); при переливании крови, взятой у инфицированных доноров; от инфицированной матери новорождённому ребенку во время беременности или родов; при трансплантации органов от инфицированных доноров; во время лабораторных инцидентов.
В качестве резервуара инфекции выступает сам человек и некоторые домашние и дикие млекопитающие: собаки, кошки, кролики, свиньи, обезьяны, грызуны, броненосцы и др.
Заболевание опасно в течение всего года, во всех возрастах, но чаще у детей. Для взрослых характерна бессимптомная форма. Характерны единичные случаи, но при массовом нападении заражённых триатомовых клопов на людей возможны эпидемические вспышки. Заболевание встречается преимущественно в сельской местности или на окраинах городов, где имеются глинобитные и другие ветхие сооружения, в которых обитают триатомовые клопы.
Сам больной становится заразным через 9-11 дней после заражения, и уровень опасности снижается только во второй стадии болезни.

## Патогенез
В основе патогенеза болезни Шагаса лежат токсико-аллергические реакции. Вследствие поражения токсином нервно-мышечного аппарата пищеварительного тракта могут возникать патологическое расширение просвета в том или ином его отделе (мегаэзофагус, мегадуоденум, мегасигма, мегаколон) и ахалазия кардии (показано, что последняя при болезни Шагаса сопровождается 33-кратным увеличением риска развития плоскоклеточного рака пищевода). Развиваются воспалительно-дистрофические изменения (иногда некробиотического характера) в миокарде, скелетных мышцах. В головном и спинном мозге на вскрытии обнаруживаются кровоизлияния. В надпочечниках возникают воспалительные изменения, в печени — жировая дегенерация гепатоцитов. Вокруг поражённых трипаносомами клеток отмечаются инфильтраты из лейкоцитов.
Естественная восприимчивость людей высокая; среди механизмов передачи — переливание заражённой крови, врождённая форма или молоко инфицированной матери.

## Клинические проявления
Инкубационный период при болезни Шагаса длится 5—14 дней. После появления первых симптомов болезнь протекает в две стадии. В большинстве случаев первыми видимыми признаками болезни являются поражения кожи (шагомы, возникающие в месте внедрения трипаносом) или багровый отёк век одного глаза в сочетании с преаурикулярным лимфаденитом (симптом Романьи).
Первая (острая) стадия длится от 1 до 3 месяцев. В течение острой стадии в крови циркулирует большое количество паразитов. Затем наблюдаются лихорадка, головная боль, одышка, учащённое сердцебиение, увеличение лимфатических узлов, бледность, мышечная боль, затруднённое дыхание, отёки и боли в области живота и груди. В тяжёлых случаях развивается острая сердечная недостаточность, завершающаяся, как правило, смертельным исходом.
На протяжении второй стадии паразиты концентрируются в основном в сердце или мускулатуре пищеварительного тракта. У 70—85 % больных болезнь на этой стадии протекает бессимптомно; у остальных она проявляется преимущественно в форме хронической миокардопатии, отмечаются также поражения желудочно-кишечного тракта и неврологические симптомы.

## Диагностика
Диагноз ставят по клинической картине, данным опроса и результатам лабораторных исследований. Лабораторные исследования предусматривают:
- микроскопическое обследование препаратов периферической крови;
- рассмотрение капли крови через микроскоп (в хронической стадии микроскопия малоэффективна);
- серологические реакции;
- ксенодиагностику (кормление незаражённых триатомовых клопов кровью больного и последующее исследование экскрементов насекомых с целью обнаружения паразитов);
- инокуляцию крови больного лабораторным животным.

На ранней стадии трипаносомы могут быть обнаружены при микроскопическом обследовании периферической крови. В хронической стадии количество паразитов снижается и их становится тяжело обнаружить. В этом случае диагноз подтверждают с помощью серологических/иммунологических реакций или методом ксенодиагностики.

## Лечение
Ранее считалось, что эффективных способов лечения болезни Шагаса нет. В настоящее время для терапии острой стадии болезни Шагаса используют нифуртимокс и бензнидазол; эффективность лечения данными препаратами составляет почти 100 %, хотя они имеют ряд противопоказаний. Эти же лекарства применяются на ранней стадии хронической фазы, но на более поздних её стадиях эффективность заметно падает: хотя используемые лекарства снижают летальность, но не дают уверенности, что дозы, допустимые для больного, способны полностью уничтожить локализованных внутриклеточно паразитов.
Считается, что хронические поражения внутренних органов при болезни Шагаса необратимы.

## Профилактика
Вакцины против болезни Шагаса нет. Наличие значительного резервуара её возбудителей среди диких животных Америки не позволяет надеяться на ликвидацию американского трипаносомоза в обозримом будущем. В этих условиях для предотвращения заболевания болезнью Шагаса жителям эндемичных районов рекомендуется избегать места обитания клопов (старые и ветхие жилища, джунгли и леса), соблюдать надлежащую гигиену при приготовлении, транспортировке, хранении и потреблении пищи, принимать меры индивидуальной профилактики (например использовать прикроватные сетки). Санитарно-эпидемиологическим структурам ВОЗ рекомендует — с учётом специфики географической области — проведение следующих мероприятий:
- опрыскивание домов и прилегающей территории инсектицидами длительного действия;
- реконструкцию жилищ с целью предотвратить их заселение переносчиками болезни;
- скрининг доноров крови;
- тестирование доноров и реципиентов органов, тканей и клеток;
- скрининг новорождённых и детей других возрастных групп, рождённых инфицированными матерями[22].